# 葉紹德
葉紹德（英語：Yip Shiu-tak，1930年6月12日—2009年4月4日），人稱德叔，籍貫廣東东莞，香港资深粵劇劇作家及填詞人。

## 个人生平
葉紹德1930年出生于香港，自幼喜愛粵劇； 1949年起參與粵劇音樂社；1951年起編曲；翌年追隨王粵生並代寫電影插曲，及後因王粵生介紹而認識唐滌生。
1956年，薛覺先去世後，在顏耀林的指引下整理薛覺先名劇《花染狀元紅》以及為何非凡創作《紅樓金井夢》而成名。1960年起和白雪仙合作並整理《帝女花》唱片版本；翌年於仙鳳鳴劇團出任《白蛇新傳》編導組成員，並負責為該劇編成初稿。1962年、1966年分別整訂《再世紅梅記》及《紫釵記》。
葉紹德於1971年正式轉為粵劇編劇，在雛鳳鳴劇團、頌新聲劇團、慶鳳鳴劇團等多個粵劇劇團作編劇。七十年代起他亦开始參與電視劇歌曲的填詞工作，如電視劇《啼笑因緣》和《芸娘》的同名主題曲，以及前者的插曲《想郎》。1980年代於香港電台擔任《戲曲天地》的主持。
2002年起，葉紹德除了是香港藝術發展局的藝術顧問外，也是戲曲組的審批員。2006年，葉紹德驗身時發現肝腸有腫瘤；2009年4月4日香港時間中午12時20分，他因癌症引起併發症逝世于九龍播道醫院，享壽78歲。；香港八和會館於2009年4月24日假世界殯儀館為他舉行喪禮，翌日出殯。

## 主要填詞作品

### 電視劇歌曲
- 1974年無綫電視劇集《啼笑因緣》
  - 主題曲：《啼笑因緣》（作曲：顧嘉煇；主唱：仙杜拉）
  - 插曲：《想郎》（作曲：顧嘉煇；主唱：仙杜拉）
- 1974年無綫電視劇集《芸娘》
  - 主題曲：《芸娘》（作曲：顧嘉煇；主唱：華娃）
- 1976年麗的電視劇集《十大刺客》
  - 主題曲：《十大刺客》（作曲：黎小田；主唱：文千歲）
- 1984年亞洲電視劇集《四大名捕》
  - 主題曲：《四大名捕》（作曲：關聖佑；主唱：董驃）[1]

### 電影歌曲
- 1980年香港電影《碧水寒山奪命金》
  - 主題曲：《碧水寒山奪命金》（作曲：于粦；編曲：盧東尼；主唱：關正傑）

## 創作
由葉紹德編劇、創作的粵劇作品多達70多齣，著名的有《朱弁回朝》、《樓台會》、《洛水夢會》、《李後主》、《紅樓夢》、《三夕恩情廿載仇》、《西河會妻》、《趙氏孤兒》、《碧血寫春秋》等。

## 獎項及榮譽
1995年，葉紹德因《洛神之洛水夢會》而獲香港作曲家及作詞家協會頒發最廣泛演出金帆獎（戲曲）；1998年至2001年、2004年至2007年、2009年、2010年、2013年至2016年，合共十四年均以《李後主之去國歸降》而獲得最廣泛演出金帆獎（戲曲）獎項。
香港演藝學院於2007年6月27日向葉紹德授予「榮譽院士」銜。2009年，香港作曲家及作詞家協會向葉紹德追頒CASH金帆音樂獎CASH音樂成就大獎。